# Rubus ulmifolius
Rubus ulmifolius là loài thực vật có hoa trong họ Hoa hồng. Loài này được Schott miêu tả khoa học đầu tiên năm 1818.

## Hình ảnh

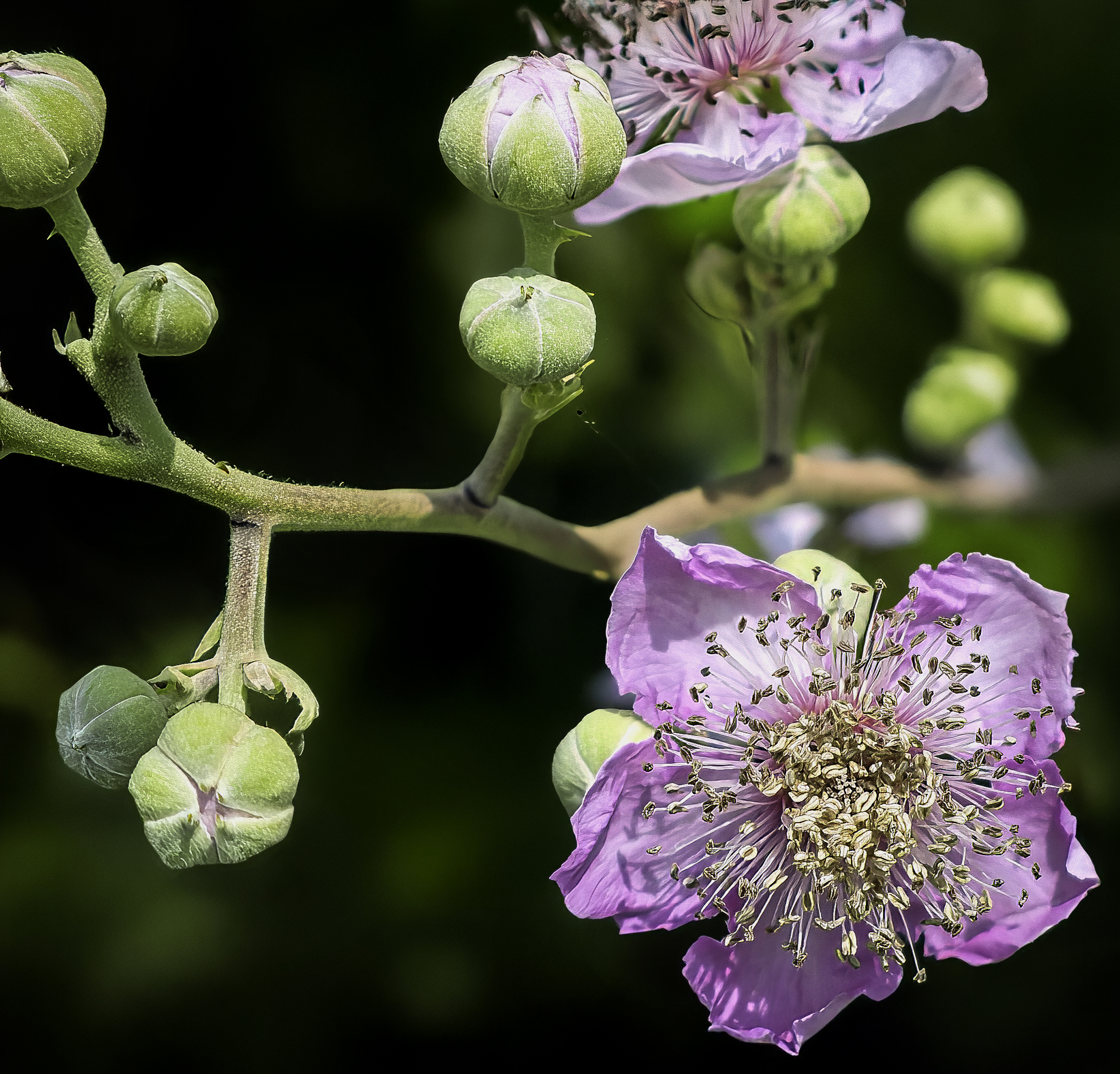
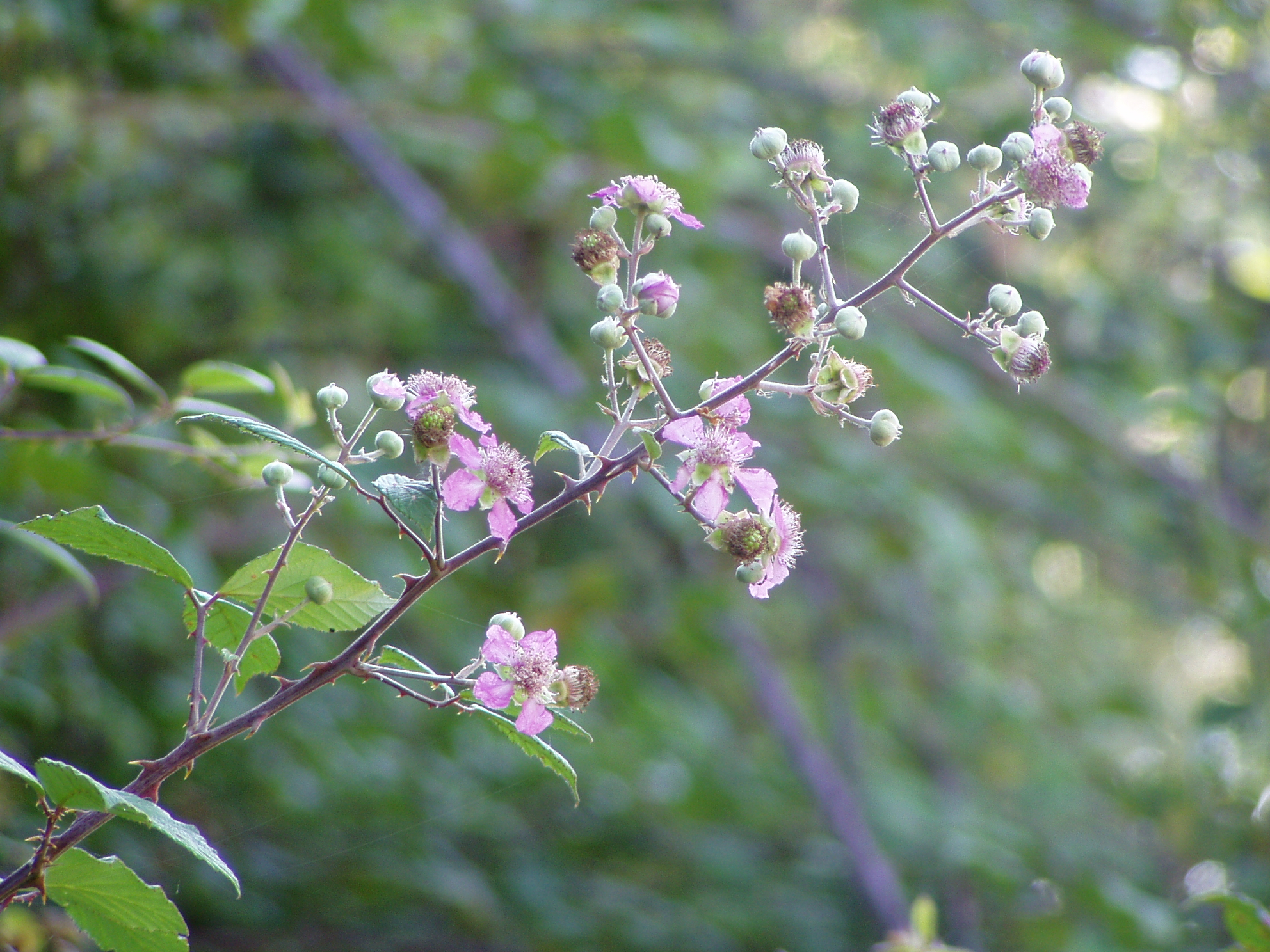
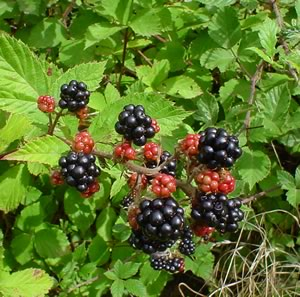
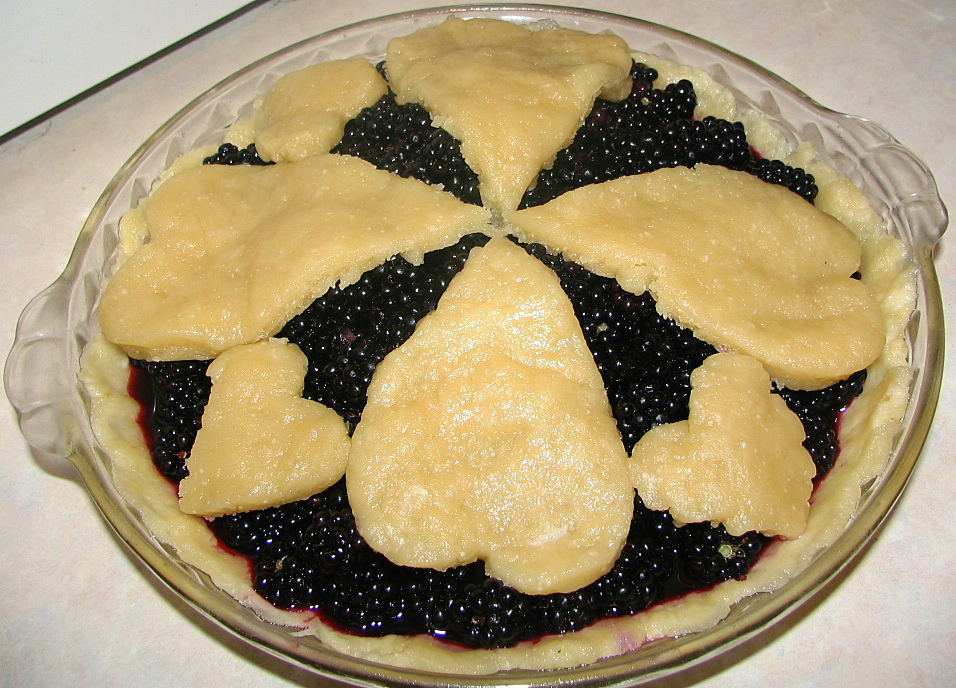